# Hungersnot in Finnland 1866–1868

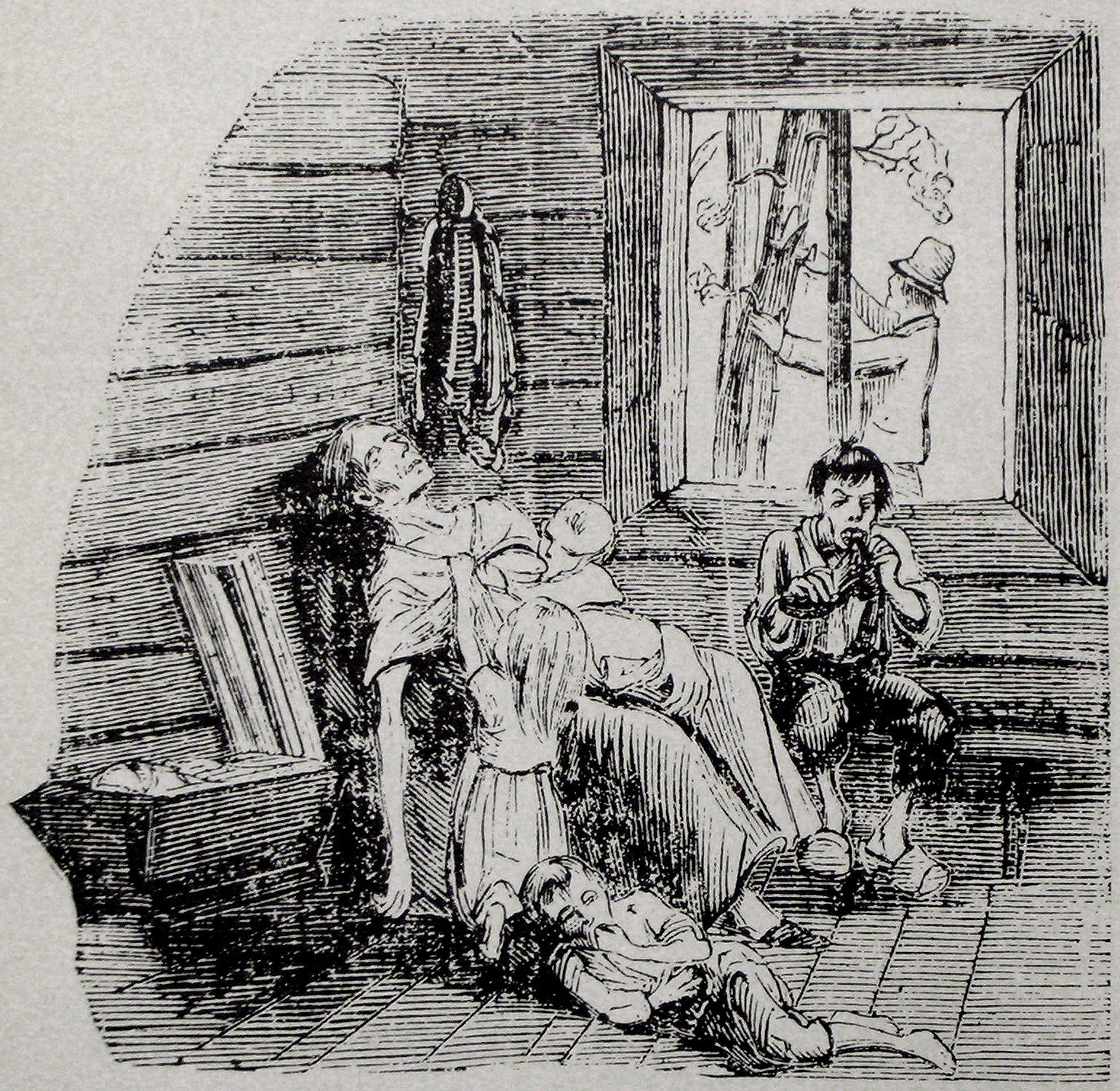
Illustration der Hungersnot in Schweden in der Zeitung Fäderneslandet, 1867. Eine sterbende Mutter mit ihrem Sohn hinter ihr.

Die Hungersnot von 1866 bis 1868 war die letzte Hungersnot in Finnland und Nordschweden. Sie war auch die letzte natürlich bedingte Hungersnot in Europa. In Finnland ist diese Hungersnot bekannt als „die Hungerjahre“ (finnisch suuret nälkävuodet). Ungefähr 15 % der Gesamtbevölkerung erlag der Hungersnot, in den am härtesten betroffenen Gebieten sogar 20 %. Die Hungersnot verursachte in drei Jahren etwa 270.000 Tote, ungefähr 150.000 mehr als die normale Sterberate. Die am härtesten betroffenen Gebiete waren Satakunta, Häme, Österbotten und Nordkarelien.

## Ursachen
Große Teile des Landes hatten unter schlechten Ernten der Vorjahre zu leiden, vor allem 1862. Der Sommer 1866 war extrem regnerisch und viele Ernten schlugen fehl; Kartoffeln rotteten in den Feldern und die Verhältnisse für das Getreide im Herbst waren ungünstig. Als die Nahrung auszugehen drohte, versuchten Tausende ihren Lebensunterhalt durch Betteln zu bestreiten. Der darauf folgende Winter war streng und der Frühling kam spät. In Helsinki lag die Durchschnittstemperatur von Mai 1867 bei +1,8 °C, etwa 8 °C unter dem langjährigen Durchschnitt. Vielerorts waren Flüsse und Seen bis in den Juni hinein gefroren. Nach einer aussichtsreichen Sommersonnenwende gab es Anfang September wieder Frosttemperaturen, was vielen Ernten zum Verhängnis wurde; in diesem Frühling wurde nur halb so viel geerntet wie normal. Im Frühling 1867 starben die ersten an Nahrungsmangel.
Die Regierung Finnlands war nicht krisenbeständig. Man hatte nicht sofort Geld zur Verfügung, um Lebensmittel zu importieren. Es dauerte lange, bis die Regierung den Ernst der Lage erkannte.

## Folgen
Im Jahr 1868 wurde das Wetter wieder normal und die Ernte dieses Jahres war etwas besser als der Durchschnitt. Zu dieser Zeit war die finnische Ökonomie liberalisiert, was zu einem höheren Lebensstandard führte. Man startete Programme, die die Vielfalt der finnischen Landwirtschaft steigern sollten. Dadurch und durch die schnell wachsende Industrie und Kommunikation wurde eine derartige Hungersnot immer unwahrscheinlicher und hat sich auch nicht wiederholt. Das Volk machte keine Person oder Gruppe für die Hungersnot verantwortlich.

### Emigration
Während dieser Periode emigrierten Tausende Finnen in die Vereinigten Staaten, um der Armut zu entkommen. Sie siedelten vor allem nach Massachusetts, das bekannt für seinen Bedarf an jungen ungeschulten Fabrikarbeitern war. Weitere populäre Staaten waren Wisconsin und Michigan. Die meisten Leute fanden Arbeit in der Montanindustrie, der Holzindustrie, der Forstwirtschaft und weiteren Industrien, die häufig in Finnland vorkamen. Weitere Gebiete, in denen viele Finnen sich etablierten, waren der westliche Teil Oregons, Washington und Nordkalifornien.